# ノーザンケイブフィッシュ
ノーザンケイブフィッシュ(英：northern cavefish、又はnorthern blindfish、学名： Amblyopsis spelaea)はケンタッキー州とインディアナ州南部の洞窟で発見されているドウクツギョ科の一種。米国ではThreatened species、IUCNでは準絶滅危惧種とされている。 
2013年の調査で、それぞれオハイオ川より北（インディアナ州）と南（ケンタッキー州）に分布する2系統に分かれることが判明した。学名Amblyopsis spelaea は南部の系統に与えられ、北部の系統は2014年の論文でAmblyopsis hoosieriとして記載された。どちらの種もインディアナ州ベッドフォードの東から西に流れるホワイトリバーより北には分布しない。

## 参照資料
1. ↑  NatureServe (2014). Amblyopsis spelaea. 2014. p. e.T1080A19034608. doi:10.2305/IUCN.UK.2014-3.RLTS.T1080A19034608.en
2. ↑  Chakrabarty, Prosanta; Prejean, Jacques A.; Niemiller, Matthew L. (May 29, 2014). “The Hoosier cavefish, a new and endangered species (Amblyopsidae, Amblyopsis) from the caves of southern Indiana”. ZooKeys (Pensoft) 412:  41–57. doi:10.3897/zookeys.412.7245. PMC 4042695. PMID 24899861 2015年1月23日閲覧。.
3. ↑  Howard (2014年5月30日). “Blind Hoosier Cavefish: Freshwater Species of the Week”. National Geographic. 2015年1月23日閲覧。

- Froese, Rainer and Pauly, Daniel, eds. (2005). "Amblyopsis spelaea" in FishBase. 10 2005 version.